# 1-я полицейская часть
1-я полицейская часть (тат. 1 нче пүлисә часы) — один из районов дореволюционной Казани.
На севере по реке Казанке граничила с 6-й полицейской частью и Казанским уездом, на западе (по Булаку) — со 2-й полицейской частью, на юго-востоке (по улице Рыбнорядской) — с 5-й полицейской частью и на востоке — с 3-й полицейской частью.

## Инфраструктура
В 1900 году на территории части находились 31 православная церковь, 1 неправославная церковь, 1 синагога, 604 жилых дома (439 каменных и 165 деревянных), 478 нежилых зданий (248 каменных и 230 деревянных).

## Население
| 1863   | 1900    | 1906    | 1917    | 1920    | 1923    |
| ------ | ------- | ------- | ------- | ------- | ------- |
| 17 218 | ↗47 686 | ↘44 091 | ↘39 425 | ↘24 593 | ↗27 055 |

### Религиозный и национальный состав
Религиозный состав (1900): православные — 46 575 чел. (97,7 %), мусульмане — 684 чел. (1,4 %), евреи — 326 чел. (0,7 %), раскольники — 101 чел. (0,2 %).
Национальный состав:
- 1900: русские — 97,17 %, татары — 1,09 %, евреи — 0,80 %, немцы — 0,33 %, поляки — 0,18 %, чуваши — 0,15 %, марийцы — 0,11 %[5].
- 1920: русские — 19 650 чел. (79,9 %), татары — 1099 чел. (4,5 %)[6].